# Garret Siler
Garret Andrew Siler (né le 25 octobre 1986 à Winston-Salem, Caroline du Nord) est un basketteur américain évoluant en NBA au poste de pivot dans le club des Phoenix Suns.